# Iconicidad
El término iconicidad se refiere al grado de referencialidad de una imagen. Es decir, la relación de apariencias entre la propia imagen y su referente. El concepto iconicidad expresa pues las categorías y niveles de relación de una imagen, con la imagen de un objeto real.

## Contexto
La iconicidad es una idea que parte de las teorías semióticas del siglo XX..

## Clasificación de los signos
Charles Peirce establece una clasificación de los signos en tres grupos: íconos, indicios, símbolos. 
El ícono se caracteriza por guardar cierta semejanza con su referente.
Las palabras que componen las lenguas son, en esencia, arbitrarias y por lo tanto desde la clasificación de Peirce símbolos, en cuanto a la relación signo-objeto, pero también aparecen en ellas propiedades de iconicidad limitadas en el caso de la onomatopeya.

## Escala de iconicidad
De cara al estudio de la imagen publicitaria en televisión, Moles establece una escala de iconicidad, con grados diferentes:
1. Fotográfica
2. Animación de objetos. Aunque esta es una variante de la iconicidad fotográfica, el hecho de animar artificialmente objetos inanimados altera sustancialmente la referencialidad y la verosimilitud de la imagen.
3. Imagen por ordenador.
4. Dibujos animados
5. Escritura. Como imagen visual constituye una especial forma de iconicidad.

Pero para una comprensión más básica y generalizadora de la escala de iconicidad, teóricos como D.A.Dondis, J.Rom, y otros, establecen tres niveles fundamentales de iconicidad, de mayor a menor, de las imágenes:
1. representativo, donde la percepción directa por parte del receptor del referente visual se establece desde un nivel de codificación bajo.
2. simbólico, establece una mayor simplicidad en la representación de la imagen referencial que así contiene, codificada lingüísticamente, referencialmente, mayor complejidad.
3. abstracto, reduce la imagen a sus componentes visuales más bàsicos; el nivel de codificación és alto.

Naturalmente, entre un nivel y otro se dan diversos grados de iconicidad. Estos grados intermedios los fijó Justo Villafañe en 1985, en el libro Introducción a la teoría de la imagen, basándose en la escala de Moles y asignando 10 niveles desde el más abstracto al de más similitud con la realidad.

## La iconicidad en publicidad
La función referencial de la publicidad, que necesita exponer con la mayor claridad posible el objeto anunciado, hace que la iconicidad más destacable sea la fotográfica. Esto se debe a razones culturales ya que la imagen fotográfica es la que mayor poder referencial posee. 
El proceso de decodificación de la imagen fotográfica se ha convertido en algo instantáneo, casi imperceptible. Además, la televisión presenta la mayor parte de sus imágenes con este tipo de iconicidad y esto contribuye a la verosimilitud de la imagen televisiva. 
Por tanto, al asumir este tipo de imágenes, la publicidad televisiva asume también la verosimilitud del medio lo que es muy conveniente para sus fines.

## La iconicidad en diseño gráfico
La iconicidad en diseño gráfico no difiere sustancialmente del concepto de iconicidad en publicidad. La representación de las imágenes, contendrán mayor o menor carga informativa (de mensaje), según su mayor o menor nivel de iconicidad, y según la capacidad de percepción y/o de codificación del receptor. Las técnicas y recursos dirigidos a una mayor eficiencia del mensaje icónico, gráfico, visual, no son sólo 
- Datos: Q1483324